# Fürwallnerhöhe
Die Fürwallnerhöhe (auch Kreuzberg) ist ein 910 m ü. A. hoher Berg im Grazer Bergland.

## Lage
Dem Schöckl vorgelagert liegt die Fürwallnerhöhe, die nach dem Gehöft vulgo Fürwallner benannt ist, auf dem Gemeindegebiet von Sankt Radegund bei Graz. Das auf einfachen Wegen (Weg 27) zu erreichende Gipfelplateau mit Gipfelkreuz bricht nach Osten in einer Felswand steil ab.

## Geschichte
Rudolf Flucher beschreibt 1969 für das Plateau zwischen Gipfelkreuz und Novystein eine frühmittelalterliche Ringwallanlage, deren Funktion noch in den Flurnamen der Umgebung erhalten sind. Die Anlage soll 200 Meter Länge, 75 Meter Breite und eine Fläche von ca. 1,2 Hektar aufweisen.

## Sehenswürdigkeiten
Etwas unterhalb des Gipfels der Fürwallnerhöhe steht der 1883 errichtete Novystein, ein 20 Meter hoher Obelisk, der dem Kurarzt Gustav Novy gewidmet wurde. 